# Carlos Païta
Pour les articles homonymes, voir Païta.
Carlos Païta (10 mars 1932 - 19 décembre 2015) né à Buenos Aires est un chef d’orchestre argentin.

## Biographie
Son père était originaire de Hongrie et  sa mère était une chanteuse italienne. Il commence sa formation musicale en cours privés avec le compositeur Jacob Fischer (harmonie, composition, orchestration…) et poursuit ses études de piano avec Jan Nuchoff, élève lui-même de Leschetizky. Très jeune, Païta assiste à plusieurs répétitions menées par Wilhelm Furtwängler au Théâtre Colón. Plus tard, il étudie la direction avec Artur Rodziński. 
Il a commencé sa carrière professionnelle au Théâtre Colón de Buenos Aires, avec la première interprétation en Amérique Latine de la Symphonie nº 2 de Mahler, en 1956, suivie en 1963 d'une interprétation  du Requiem de Verdi, en mémoire de John F. Kennedy qui lui vaut un énorme succès. Puis il débute en Europe avec l’Orchestre symphonique de la radio de Stuttgart en 1966. En 1968 il signe un contrat avec Decca, pour une série d’enregistrements ; notamment des extraits symphoniques d'opéras de Wagner (Le Crépuscule des dieux, Les maîtres chanteurs de Nuremberg, Rienzi,  Le vaisseau fantôme, Tristan et Isolde) et de Ludwig van Beethoven  (Symphonie nº 5  et Symphonie nº 7), à la tête du New Philharmonia Orchestra.
Il s'installe de façon permanente en Europe en 1968 et commence une carrière internationale de chef invité. Son enregistrement de 1978 de la Symphonie fantastique de Berlioz avec le London Symphony Orchestra a reçu le Grand Prix du Disque de l’Académie Charles-Cros. Il  travaille partout en Europe (Pays-Bas et Belgique : Orchestre philharmonique royal de Liège,  Palais des beaux-arts de Bruxelles,  France : Orchestre de Paris, Orchestre national de France, Salle Pleyel, Allemagne : La  Damnation de Faust d'Hector Berlioz avec l'Orchestre symphonique de la Radiodiffusion bavaroise  à  Munich et la huitième symphonie de Dmitri Chostakovitch à Bonn, Italie, Russie : Orchestre philharmonique de Saint-Pétersbourg, Conservatoire Tchaïkovski de Moscou, Tchécoslovaquie, Bulgarie, Roumanie, Pologne, Hongrie. Mais il s’attache plus particulièrement à Londres avec l’Orchestre philharmonique royal de Londres avec des concerts au Royal Albert Hall entre autres  et surtout l’Orchestre philharmonique de Londres.
Il a fait ses débuts nord-américains avec l’Orchestre symphonique de Houston en 1979. 
Carlos Païta est connu pour une série d'enregistrements édités par son propre label Lodia, aujourd’hui disparu, en particulier la Symphonie Pathétique de Tchaïkovski, Tableaux d'une exposition de Modeste Moussorgski, la première symphonie de Johannes Brahms, la huitième symphonie d’Anton Bruckner , les troisième, cinquième et septième de  Beethoven, les septième, huitième et Symphonie du nouveau monde de Dvorak et la Grande Symphonie de Franz Schubert, le tout avec l'orchestre fondé à Londres, le Philharmonic symphony orchestra, destiné à lui-seul et pour ces enregistrements ; mais dès 1982, aussi au concert. Il est l'un des premiers à utiliser l'enregistrement numérique.
En 2003, il réside à Genève, où il est mort, le 19 décembre 2015, à l’âge de 83 ans,.
Son style ne ressemble à aucun autre, ce qui a souvent choqué et  provoqué enthousiasme ou incompréhension. En France ses enregistrements ont été généralement bien accueillis.

## Source
- (en) Cet article est partiellement ou en totalité issu de l’article de Wikipédia en anglais intitulé « Carlos Païta » (voir la liste des auteurs).